# Бозайници
Бозайниците (Mammalia) са най-висшият клас гръбначни животни. Названието идва от начина на хранене на малките, бозаене – новородените индивиди получават от родителите си течност (мляко) с лесноусвоими хранителни и защитни съставки.
Биологичната наука за бозайниците се нарича териология.
Притежават козина, топлокръвни са, дишат с бял дроб, централната им нервна система е с най-висока степен на развитие. Върху повърхността на предния мозък се формира сива мозъчна кора. Чрез космената си покривка и добре развитите потни жлези, те притежават по-големи възможности за терморегулация. Всичко това улеснява приспособителните реакции и дава възможност на бозайниците да населяват най-различни биотопи – на земната повърхност (лъв, заек), в земята (къртици), във водата (делфини, китове) и във въздуха (прилепи).
Към днешно време са открити 6495 вида бозайници, 96 от които са изчезнали през последните 500 години.

## Разпространение
Бозайниците са лесно приспособими животни. Това им качество е позволило да населят всички кътчета на земното кълбо, с изключение на вътрешността на Антарктида. Дори и в крайния арктически Север живеят бели мечки, перконоги и китоподобни. Прилепи обитават дълбоки пещери и далечни острови, където сухоземните бозайници не са достигнали. Водните бозайници се срещат във всички части на водоемите, а пустините се обитават от видове приспособени за живот с минимална загуба на вода. Така бозайниците са се превърнали в господстваща група животни на Земята.

## Характеристики
Повечето видове бозайници са живородни, но има и няколко, които снасят яйца (птицечовка и ехидна). Кожата на всички представители от класа е съставена от три пласта – епидермис, дерма и хиподермис. Почти всички видове притежават космена покривка на тялото. Сърцето им е четириделно. Заедно с птиците те са единствените топлокръвни животни. Най-характерното при бозайниците е засилването на паметта, създаването на привичката и (според някои учени) поява на елементи на разсъждения. Все пак, висшата нервна дейност не е развита еднакво.
Почти всички бозайници са ендотермични, като повечето имат и козина, която им помага да задържат топлината. Както и птиците, бозайниците могат да търсят храна при хладно време и в студени климатични области, където влечугите и едрите насекоми нямат тази възможност. Ендотермията изисква значително количество енергия, така че бозайниците изяждат повече храна за единица собствено тегло, отколкото влечугите.
Размерите на бозайниците варират значително, като най-дребният вид е етруската белозъбка (Suncus etruscus) с дължина до 48 mm и маса до 2,34 g, а най-едрият – синият кит (Balaenoptera musculus) достигащ 33 m дължина и 150 t маса.

## Анатомично устройство

### Кожа
Кожата е съставена от три слоя – епидермис, дерма и хиподермис. Епидермисът е лишен от кръвоснабдяване и диша дифузно от кръвоносните съдове на дермата. Представлява многослоен клетъчен слой, при който най-вътрешните клетки се делят и избутват нагоре по-старите, които се уплътняват и накрая лющят. В тези участъци на кожата, където има триене епидермисът е по-дебел и образува уплътнени участъци наречени мазоли. Цветът на кожата се определя от пигменти, разположени в пигментни клетки – меланобласти и меланофори. Дермата е съставена от влакнеста съединителна тъкан. В нея са разположени окончания на сетивните нерви, кръвоносни съдове, гладки мускулни влакна и жлези. Във вътрешния слой на дермата се натрупват подкожни мазнини. При някои видове китове този слой достига до 30 – 40 cm дебелина. При много видове бозайници подкожните мазнини са ценно енергийно депо, осигуряващо резерв особено при тези, които спят зимен сън.

### Скелет
Черепът е изграден от по-малък брой кости, в сравнение с останалите гръбначни. Това се дължи на филогенично сливане на някои кости. Обемът на черепната кутия обаче се запазва или увеличава. В средното ухо има 3 слухови костици, зъбите са хетеродонтни и са разположени в алвеоли.
При бозайниците гръбначния стълб се дели на пет части: шиен, гръден, поясен, кръстов и опашен дял. Единствено при китообразните кръсцовата кост е редуцирана и липсва. Шийните прешлени винаги са седем на брой. Изключение от това правило са ламантините и двупръстите ленивци, които са с по 6 шийни прешлена и трипръстите ленивци притежаващи девет. При жирафите те са силно удължени, а при китообразните са много къси. Гръдните прешлени варират от 9 до 24, поясните са от 2 до 9, кръстцовите от 4 до 10 позвонков. Най-голяма разлика в броя им има при опашните прешлени. Те биват от 3 (при някои маймуни и човека) до 49.
Ребрата се залавят само за гръдните прешлени като отпред се съединяват с гръдната кост. Последната е плоска, а само при бозайниците с мощни предни крайници като прилепи и ровещи бозайници е с развит гребен. Известна част от ребрата не достигат до гръдната кост и завършват свободно като остават плаващи. Двигателният скелет на предните крайници започва с две големи плоски кости наречени лопатки и две ключици. Имат развита коракоидна кост, която е силно редуцирана или е част от лопатката. Ключицата позволява на животните да завъртат крайника в различни посоки. Особено добре са развити при бозайници водещи дървесен начин на живот и ползващи предните крайници за залавяне по клоните. При копитните бозайници ключицата е напълно редуцирана, а при други като гризачи и хищни бозайници е редуцирана до минимални размери или представлява костна следа на раменната кост. Тазът е представен от сливането на три чифтни кости (слабинна, лонна и седалищна кост), плътно срастнали помежду си. Единствено при китоподобните тазът е напълно редуциран. Скелетът на крайниците е изграден на типичната схема на петпръстов крайник. Отделните кости варират по форма и големина, а броят на пръстите е редуциран.

### Мускулатура
Мускулатурата е силно диференцирана. Добре развита е дъвкателната мускулатура, участваща в механичната обработка на храната. Сложната мускулатура на предните крайници при приматите е в резултат на сложните движения, които те извършват. Мускулите на бозайниците съдържат голямо количество миоглобин. Количеството му е най-високо в сърцето, дъвкателните и скелетните мускули. Най-голямо е количеството на миоглобина при водните бозайници. При кашалота той е 8 – 9 пъти повече от сухоземните бозайници. Това им позволява дълго време да остават под вода.

### Храносмилателна система
Характерното за храносмилателната система на бозайниците е по-голямата дължина, строгата диференциация на нейните отдели и по-голямото разнообразие от жлези. Състои се от уста, глътка, хранопровод, стомах, тънко и дебело черво и анус (много рядко завършва с клоака). До горната част на хранопровода мускулатурата е напречнонабраздена, от там до ануса е гладка.

### Дихателна система
Бозайниците дишат с бял дроб. В обмяната на газовете взема незначително участие и кожата. Тя приема едва около 1% от използвания кислород. Дихателната система започва от ноздрите, които водят към носната кухина. В преддверието и се задържат по-едрите частици от вдишания въздух, а в обонятелната част лигавицата е постлана с обонятелен епител и е част от сетивната система. В носната кухина въздухът се затопля, овлажнява и обеззаразява от множеството кръвоносни съдове и отделящите се бактерицидни вещества. Следва гръклянът, в който се намират и гласни струни. Те са основната причина бозайниците да издават звуци в нискочестотния диапазон. След гръкляна продължава трахея, която надолу се разклонява в два бронха, а те в по-малки бронхи и бронхиоли. Формира се бронхиално дърво, което завършва с белодробни разширения – алвеоли. Стените им съдържат множество кръвоносни капиляри. Броят на алвеолите варира от 6 до 500 млн. Така активната дихателна повърхност е 50 – 100 пъти по-голяма от повърхността на тялото.

### Кръвоносна система
Кръвоносната система е близка по устройство до тази на птиците. Двата кръга на кръвообращение са напълно отделени. Лимфните съдове нямат самостоятелно пулсиращи участъци и се вливат във вените в близост до сърцето.

### Нервна система
Главният мозък е сравнително по-добре устроен и относително по-голям от останалите гръбначни животни. Теглото не превишава това на гръбначния мозък 3 до 15 пъти (в сравнение съотношението при влечугите е 1:1). Полукълбата на предния мозък са силно развити, повърхността им е набраздена.

### Сетивни органи
Зрението е добре развито, но отстъпва пред това на птиците. При бозайниците се появява за първи път бинокулярното зрение. Външното ухо е съставено от ушна мида и слухов канал. Обикновено ушната мида е свързана с мускули и се движи по посока на звука. Тъпанчевата ципа разделя външното от средното ухо. Вътрешното ухо е съставено от три полуокръжни канала и изпълнява роля на равновесен орган. При водните и ровещите бозайници външното ухо е редуцирано. При прилепите и много водни бозайници съществува система за звукова локация. Органът на обонянието е разположен в горната част на носната кухина. При китообразните той е редуциран. Вкусовият орган е развит в различна степен и е представен от вкусови луковици. Броят им при различните бозайници силно варира.

### Отделителна система
Бъбреците при бозайниците са от типа метанефрос. Заловени са за гръбната част на телесната празнина и са с бобовидна форма. Крайният продукт, който бозайниците отделят от белтъчната обмяна е карбамидът. Урината се събира временно в пикочен мехур и периодично се изхвърля навън. При мъжките пикочния канал се отваря в копулационния орган, а при женските в преддверието на влагалището.

### Полова система
Половата система има сложно устройство. Мъжката е съставена от чифт семенници, разположени в задната част на коремната кухина или се спускат извън нея в кожна торба скротум. Семепроводите са производни на Волфовите канали и се вливат в пикочопроводите. Мъжките индивиди притежават и допълнителни полови жлези, развити в различна степен. Това са простата, куперови и препуциални жлези.
Яйчниците са разположени в задната част на коремната кухина. Яйцепроводите са производни на Мюлеровите канали. Те се наричат Фалопиеви тръби. В тях става оплождането на яйцеклетката отделена от чифтен яйчник. Долният край на яйцепроводите се свързва с матката, а тя във влагалище. В първата се износва плода, а във второто се извършва копулацията.
Половият диморфизъм се изразява в по-големите размери на мъжкия, различните рога или липсата им при женските копитни, гривата при лъвовете и други.

### Бременност и раждане
Яйцеклетките на бозайниците са малки, с размери 0,05 – 0,4 mm. При еднопроходните те са значително по-големи 2,5 – 4 mm. От яйчника попадат в телесната празнина, от там във Фалопиевата тръба. Тук става и оплождането. При развитието на зародиша при повечето бозайници се образува околоплодна обвивка, наречена плацента. На това място се образуват сплитания на кръвоносни съдове от майката и плода. Тук се обменят хранителни вещества, кислород, въглероден диоксид и отпадни продукти.
Периодът на бременност е различно дълъг. От 18 дни при мишката, 16 – 23 при сивата полевка, до 200 дни при кафявата мечка, 1 година при китовете и 600 дни при слона. При едни видове малките се раждат безпомощни, а при други са готови да ходят. Колкото повече белтъчини и мазнини има в млякото, толкова по-бързо се развиват малките. Броят на новородените също варира – от едно до десетки. По-рано достигат полова зрялост по-дребните бозайници – на 25 – 60 дни при обикновената полевка, 5 – 12 месеца при зайците, 10 – 12 години при повечето маймуни, до 10 – 15 години при слоновете.
Размножителните цикли са различни при бозайниците с различен начин на живот. Невинаги се повтарят всяка година. Обикновено раждането е през пролетта или началото на лятото. При много видове след израстване на малките семействата се разпадат.

## Поведение
При немалко видове се формират постоянни или временни групи от различен по брой индивиди. Те по-ефективно използват ресурсите, създават колективно запаси от храна, правят общи дупки или убежища, в които съвместно да се предпазват от хищници или да раждат своите малки. Социалните елементи в популацията са представени в значително по-добра степен от тази на птици и влечуги. По-сложна е и инстинктивната дейност. Бозайниците бързо се научават да предвиждат хода на циклично повтарящите се събития в природата и адекватно да реагират към тях. Създаването на временни или трайни групи от индивиди е в резултат на съгласувано поведение между тях и усложняване на вътревидовите връзки и взаимоотношения. Така в популацията се формира етологична структура. По-едрите бозайници формират стада, глутници, прайдове. Чрез тези групи по-лесно се изхранват и защитават малките и територията, дава се правото на най-силния мъжки да предаде гените си в потомството. Често пъти се наблюдава и разделение на задълженията в групата. В нея възникват и йерархични взаимоотношения от различен по статус индивиди.
Със скъсяването на деня и наближаване на неблагоприятни климатични условия започва подготовка за зимуване. Много бозайници започват да трупат запаси от храна, натрупват мазнини, сменят космената си покривка и дори цвета на тялото.
Много бозайници извършват миграции. Обикновено това е свързано с изтощаване на хранителните ресурси и недостиг на вода за пиене. Заедно с тревопасните животни мигрират и хищниците зависими от тях.

## Морфологични типове
Бозайниците еволюират от четирикраки предшественици и използват крайниците си за ходене, катерене, плуване и летене. Някои сухоземни бозайници имат пръсти с нокти или копита за катерене и бягане. Водните бозайници, като китове и делфини, имат перки, които са еволюирали от крака.

### Наземни бозайници
Наземните бозайници имат няколко различни начина на придвижване. Първите бозайници са плантиградни (стъпалоходни) – придвижват се, като пръстите, костите от средната част на стъпалото и части от глезена и китката се намират в контакт със земята. Крайниците на ходещите бозайници обикновено са подвижни и имат възможност за значително завъртане.
Видовете адаптирани към бягане, са дигитиградни (целите пръсти са в контакт със земята, както при кучетата) или унгулиградни (само върховете на пръстите са в контакт със земята, както при конете). При по-специализираните видове движението на крайниците е възможно само напред и назад в една равнина.
Придвижването чрез скачане се развива в няколко независими групи животни – някои двуутробни, зайцевидни, гризачи. Този начин на придвижване обикновено се среща при бозайници, обитаващи открити местности, като степи, савани, пустини. Скачащите бозайници обикновено имат удължени плантиградни задни стъпала, редуцирани предни крайници и дълги опашки.
Бозайниците от някои разреди имат значителни размери (слонове, хипопотами, носорози) и са развили някои адаптации за ходене при голямо тегло. При тях няма редукция на пръстите, които са разположени в кръг около оста на крайника, придавайки му максимална носимоспособност.

### Дървесни бозайници
Добре адаптираните дървесни бозайници най-често са плантиградни, с по пет пръста на крайник и с много подвижни крайници. Някои видове, включително много американски маймуни, имат хващателни опашки, които използват като пета ръка. Ходенето с ръце, при което животното виси от клоните и се придвижва, чрез поредица от дълги залюлявания, е специализация, характерна за гибоните. Адаптация за този начин на придвижване е редуцираният противопоставен палец. Някои видове лемури имат разширени възглавнички на пръстите, за да улеснят захващането, докато много други дървесни бозайници използват за същата цел добре развити нокти.

### Водни бозайници
Някои водни бозайници са много близки до сродните им наземни видове, например видрите, ондатрите и водните земеровки. Други са претърпели чувствително адаптиране към водната среда. Моржовете и тюлените раждат и отглеждат малките си на сушата, но китоподобните са напълно пригодени за живот във водата.

### Летящи бозайници
Прилепите са единствените активно летящи бозайници. При тях предните крайници представляват крила от кожна мембрана, опъната върху костите на китката, които са силно удължени. Някои други видове (двуутробни, гризачи и други) са адаптирани за планиране, като тази форма на придвижване често е в съчетание с приспособеност за катерене по дърветата.

### Ровещи бозайници
Ровещите бозайници са приспособени за живот в почвата, където прокопават сложни системи от тунели. Характерна за тях са редукцията на очите и ушните миди и развитие на специални органи, използвани за ровене. Например при къртиците такава функция изпълняват предните крайници, а при сляпото куче – резците.

## Класификация
Бозайниците са над 5000 вида обединени в 425 семейства и 25 разреда. Съществуват няколко различни класификации. По-долу е приложена една от тях:
Клас Mammalia – Бозайници
Подклас Prototheria – Първични бозайници (Яйценосни)
Разред Monotremata – Еднопроходни (Яйценосни)
Подклас †Allotheria
Разред †Multituberculata – Многотуберкулови
Подклас Theria – Живородни бозайници
Инфраклас †Pantotheria
Разред †Symmetrodonta
Разред †Eupantotheria
Инфраклас Metatheria – Двуутробни
Разред Dasyuromorphia – Хищни торбести – Тасманийски дявол, Тилацин
Разред Didelphimorphia – Опосуми
Разред Diprotodontia – Двурезцови торбести, Коали, Кенгурута, Вомбати
Разред Microbiotheria – Чилийски опосуми – Чилийски посуми
Разред Notoryctemorphia – Торбести къртици
Разред Paucituberculata – Плъхоподобни опосуми,
Разред Peramelemorphia – Бандикутоподобни
Инфраклас Eutheria – Плацентни Placentalia
Разред Artiodactyla – Чифтокопитни – Свине, Камили, Лами, Хипопотами, Кози, Овце, Говеда, Елени
Разред †Astrapotheria
Разред †Condylarthra
Разред †Creodonta
Разред †Desmostylia
Разред †Dinocerata
Разред †Embrithopoda
Разред †Litopterna
Разред †Notoungulata
Разред †Pantodonta
Разред †Proteutheria
Разред †Pyrotheria
Разред †Taeniodonta
Разред †Tillodontia
Разред †Xenungulata
Разред Carnivora – Хищници – Вълк, Лъв, Мечка
Разред Cetacea – Китоподобни – Кит, Делфин
Разред Chiroptera – Прилепи
Разред Dermoptera – Летящи лемури
Разред Hyracoidea – Дамани
Разред Erinaceomorpha – Таралежоподобни
Разред Soricomorpha – Земеровкоподобни
Разред Afrosoricida – Тенреци и златни къртици
Разред Lagomorpha – Зайцевидни – Заек
Разред Macroscelidea – Слонски земеровки
Разред Perissodactyla – Нечифтокопитни – Кон, Зебра, Магаре, Носорог, Тапир
Разред Pholidota – Люспеници
Разред Primates – Примати – Лемури, Маймуни, Хора
Разред Proboscidea – Хоботни – Слон
Разред Rodentia – Гризачи – Мишка, Плъх
Разред Scandentia – Тупайоподобни – Тупая
Разред Sirenia – Сирени
Разред Tubulidentata – Тръбозъби – Аадварк
Разред Xenarthra – Мравояд

## Произход и еволюция
Бозайниците са част от групата на синапсидните животни (Synapsida), която се обособява от останалите амниоти (Amniota) през периода карбон (преди 359 – 299 милиона години) и се характеризира с наличието на един страничен темпорален отвор от всяка страна на черепа. От примитивните синапсидни пеликозаври (Pelycosauria) през средния перм (преди 260 милиона години) се развива групата на терапсидите (Therapsida), включваща преките предшественици на бозайниците.
Терапсидите се превръщат в доминиращата група гръбначни животни на сушата и се развиват в голям брой разнородни форми. При една от тях, цинодонтите (Cynodontia), започват да се наблюдават някои от характерните белези на бозайниците – вторично небце, усложняване на челюстите, по-голяма подвижност на главата и крайниците. Терапсидите са силно засегнати от масовото измиране перм-триас (преди 251 милиона години), след което екологичните ниши на едрите сухоземни животни са заети от архозаврите (Archosauria). От цинодонтите оцеляват предимно дребни видове, водещи нощен начин на живот и хранещи се с насекоми.
Първите истински бозайници се появяват през ранната юра (преди 190 милиона години). Най-примитивната съвременна група бозайници са еднопроходните (Monotremata), които запазват някои белези на цинодонтите, като структурата на посткраниалния скелет и репродуктивната система. Най-старите известни еднопроходни са Teinolophos, които обитават Австралия преди 123 милиона години.
Групата на живородните бозайници (Theria) се формира през ранната креда (преди 140 милиона години), като вероятно произлиза от семейство Aegialodontidae. През този период те са дребни животни, подобни на съвременните земеровки. Групите на двуутробните (Metatheria) и плацентните (Eutheria) се разделят също през долната креда. Според съвременните молекулярни изследвания на филогенията, повечето разреди плацентни бозайници са се формирали преди 100 до 65 милиона години, а сега съществуващите семейства – в късния еоцен и ранния миоцен.
```
                  ┌─o Varanopseidae
─ Eupelycosauria ─| ┌─o Ophiacodontidae
                  └──| ┌─o Edaphosauridae
                     └──|
                        └─o Sphenacodontia
                                  |
                                  └─┬─o Haptodus
                                    | ┌─o Palaeohatteria
                                    └──| ┌─o Pantelosaurus
                                       └──| ┌─o Cutleria
                                          └──|
                                             └─o Sphenacodontoidea
                                                         |
                                                         |────o Sphenacodontidae
                                                         |
                                                         |────o 
Therapsida

                                                                     │
     ┌──────────────────┬──────────────────┬─────────────────┬───────┴────────┐
     │ │ │ │ │
Biarmosuchia Eotitanosuchia Dinocephalia Anomodontia 
Theriodontia

                                                                              │
                                       ┌─────────────────────────┬────────────┴────────────┐
                                       │ │ │
                                   Cynodontia Therocephalia Gorgonopsia
                                       │
                                       ├──o Diviniidae
                                       ├──o Procynosuchidae
                                       ├──o Galesauridae
                                       ├──o Thrinaxodontidae
                                       ├──o Cynognathidae
                                       ├──o gonfodontes
                                       ├──o Chiniquodontidae
                                       ├──o Probainognathidae
                                       ├──o 
Tritheledontidae
 (Ictidosauria)
                                       └──o 
Mammalia
```